# Шафиркан
Шафиркан (узб. Shofirkon / Шофиркон) — город районного подчинения, административный центр Шафирканского района Бухарской области Узбекистана.
Расположен в 40 км к северо-востоку от Бухары.

## История
Археологические данные свидетельствуют, что поселение на территории современного Шафиркана было основано ещё в раннем средневековье.
По преданию, основателем города был сасанидский царевич Шапур, живший в III веке н.э. Шапур, поссорившись со своим отцом (тогдашним правителем Персии), прибыл в Бухару, женился на дочери правителя Бухары и в подарок получил землю в пойме реки Зарафшан.
Он часто охотился в этих местах, которые ему очень нравились. Здесь был прокопан канал, получивший название Шохпуркон, и построена крепость Варданзе, в которую переселился Шохпур вместе со своей многочисленной свитой из Персии.
Позже крепость стала центром государства. Значение Шафиркана, как центра региона, возросло после падения значения древнего города Варданзи в 1860-х годах.
В 1926 году Шафиркан стал районным центром Бухарской области Узбекистана. Президиумом ЦИК СССР от 7 марта 1933 года утверждено постановление ЦИК Узбекской ССР от 3 ноября 1932 года о переименовании центра Бауманского района — кишлака Ходжа-Ариф в кишлак Баумана.

## Население
Здесь живут представители различных национальностей — узбеки, таджики, русские, туркмены и другие.

## Образование
В городе есть Педагогический профессионально-технический, сельскохозяйственный, экономический и другие колледжи.

## Известные уроженцы
- Халлак Аминов — участник Второй мировой войны, Герой Советского Союза.
- Ахмад Дониш (1827—1897) — просветитель.
- Ибрагим Раджабович Мавланов — дипломат, чрезвычайный и полномочный посол Республики Узбекистан, доктор экономических нау, автор более 10 книг (таких, как «Экономическая дипломатия» в 2-х томах (2007, 2008), «Экономическая дипломатия и безопасность» (2010), «Экономическая дипломатия Индии в условиях трансформации мирового порядка» (2010), «Индия — Центральная Азия: экономическое состояние и торгово-экономические связи во 2-й половине XIX — 1-й половине XX веков» (2012) и других). Имеет более 150 научных статей по проблемам международных экономических отношений, мировой экономики, дипломатии и экономико-математических методов, опубликованных в Узбекистане, Индии, России, Германии, Японии, Казахстане и Бангладеш.
- Ибрагим Муминович Муминов (1908—1974) — философ, академик.
- Ортик Рузиевич Ходжаев 17.05.1962  (Позывной «Гюрза») —Указом Президиума Верховного Совета СССР от 28 декабря 1990 года за мужество и героизм, проявленные при выполнении интернационального долга в Республике Афганистан, гвардии сержанту Ходжаеву Ортику Рузиевичу присвоено звание Героя Советского Союза.
- В Шафирканском районе родилась мать известного писателя Садриддина Айни.
- В Шафиркане похоронен Ходжа Ариф Ревгари (1165—1262) — один из самых известных духовных наставников суфийского тариката «Хаджаган».